# Buckleya graebneriana
Buckleya graebneriana là một loài thực vật có hoa trong họ Santalaceae. Loài này được Diels mô tả khoa học đầu tiên năm 1900.